# Ponto (Familie)
Ponto ist u. a. der Name nachfolgender Familie.

## Stammbaum
Franz Ponto, Zolloffizier unbekannter Nationalität in französischem Dienst in Lübeck ⚭  Catherina Schröder, Lübeck
Heinrich Ponto (1809–?), Kaufmann in Lübeck ⚭ Maria ?
Ludwig Ponto (1842–1895), selbständiger Kaufmann in Lübeck, später Buchhalter einer Versicherungsgesellschaft in Hamburg, ⚭ Ida Albers aus dem holsteinischen Reinfeld
Robert Ponto (1878–1967) ⚭ 2. Ehe Gabriele Schmidt (1880–1974)
Hanna Ponto, verh. Oesten (1921–2017)
Robert Hans Jürgen Ponto (1923–1977) ⚭ 1950 Ignes von Hülsen (1929–2020)
Stefan Ponto (* 1951)
Corinna Ponto (* 1957), Opernsängerin ⚭ Klaus Schultz (1947–2014), Intendant und Musikdramaturg
York Schultz
David Schultz
Erich Johannes Bruno Ponto (1884–1957), Schauspieler ⚭ 1916 Tony Kresse; Edith Heerdegen (1913–1982), Schauspielerin, Lebensgefährtin der letzten Jahre
Eva Ponto (1918–2025), verh. Doering, Filmeditorin ⚭ 1954 Claus Doering, Fernsehregisseur
Klaus Ponto (1927–1985), Schauspieler und Hörspielsprecher
Manoel Ponto (1949–1996), Schauspieler und Hörspielsprecher
Franz Ponto (1873–1941), Musiker und Fotograf
ein weiteres Kind, als Kleinkind verstorben
Friedrich Heinrich Ponto, Kaufmann
ein weiterer Sohn und eine weitere Tochter
Der Nachname Ponto leitet sich ab vom lat. ponto „Brücke“ und
ist weltweit verbreitet mit Häufungen in Nordamerika, Indonesien und Australien.